# The Widowmaker
Pour plus de détails, voir Fiche technique et Distribution.
The Widowmaker est un film américano-britannique réalisé par Patrick Forbes, sorti en 2015.

## Fiche technique
- Titre original : The Widowmaker
- Réalisation : Patrick Forbes
- Scénario : Patrick Forbes
- Photographie : Jon Sayers
- Montage : Kate Spankie
- Musique : Monc
- Production : 
  - Producteur : Stephanie Collins
  - Producteur exécutive : Mark Bentley
  - Coproducteur : Tilly Cowan
- Pays d'origine :  États-Unis,  Royaume-Uni
- Langue : anglais
- Format : couleur
- Genre : documentaire
- Durée : 96 minutes
- Dates de sortie : 
  -  États-Unis : 27 février 2015
  -  France : nc

## Distribution
- Gillian Anderson : le narrateur